# Pegnitz
Pegnitz (pronunciación en alemán: /ˈpeːɡnɪt͡s/ⓘ) es un municipio situado en el distrito de Bayreuth, en el estado federado de Baviera (Alemania), con una población a finales de 2016 de unos 13 294 habitantes.
Se encuentra ubicado al norte del estado, en la región de Alta Franconia, cerca de la frontera con el estado de Turingia. Es el lugar donde nace el río Pegnitz (afluente izquierdo del Meno), y el núcleo de población más oriental de la Suiza Francona.